# Partido político europeu
Um Partido político europeu, ou formalmente partido político ao nível europeu, é um tipo de organização de partidos políticos que na União Europeia é actualmente elegível para receber fundos da União.

## História
Após as tentativas de criação de partidos ou organizações políticas com dimensão e finalidade política europeia durante o século XIX, como a "Jovem Europa" de Giuseppe Mazzini, a formação de partidos europeus teve um novo impulso no imediato pós-guerra (1939-45), com a criação, em 1951, do Movimento Social Europeu ou, em 1962, com o Partido Nacional Europeu.
Após a queda do muro de Berlim, surgiu uma nova vaga de partidos europeus, em resposta ao articulado do Tratado de Maastricht. O seu artigo 191, diz que 'Os partidos políticos a nível europeu são um factor importante para a integração dentro da União. Estes, contribuem para formar uma consciência europeia e para expressar uma vontade política do cidadão da União.' Isto também ficou escrito nos esboços do projecto de Constituição Europeia que, no Artigo 45 (4), dizia que 'Os partidos políticos a nível europeu contribuem para formar uma consciência política europeia e para expressar a vontade dos cidadãos da União.' Para ir ao encontro deste desejo, a regulamentação (CE) Nr. 2004/2003 do Parlamento Europeu e do Conselho Europeu de 4 de Novembro de 2003 especificou as regulamentações que governam os 'partidos políticos a nível europeu e as regras para os seus fundos. Vários partidos políticos europeus foram desde então criados, baseados em alianças pan-europeias e no Parlamento Europeu (Grupos partidários do Parlamento Europeu: o Partido Popular Europeu e o Partido Socialista Europeu são os dois maiores).

## Cronologia dos Partidos Europeus
- 1951 - Maio - Congresso de Malmö, na Suécia, cria o Movimento Social Europeu contando com uma centena de delgados nacionais de uma dezena de países, entre os quais se encontram Per Engdahl (Suécia), Oswald Mosley (Inglaterra), E. Massi (Itália), Maurice Bardèche, e Binet (França).
- 1951 - Setembro - Em Zurique, na Suíça, é criado a "Nova Ordem Europeia", pelo francês Binet e pelo suíço Gaston-Armand Amaudruz, em cisão com o Movimento Social Europeu.
- 1962 - Fundação do Partido Nacional Europeu, em Veneza, por iniciativa de Oswald Mosley.
- 1976 - Fundação do Partido Popular Europeu, reunindo os partidos democratas-cristãos e conservadores da Europa.
- 1992 - Fundação do Partido Socialista Europeu, sucedendo à Confederação de Partidos Socialistas da Comunidade Europeia.
- 1993 - Fundação do Partido Europeu dos Liberais, Democratas e Reformistas.
- 2004 - 22 de Fevereiro - Criação do Partido Verde Europeu, em Roma.
- 2004 - 8 de Maio - Criação do Partido da Esquerda Europeia, em Roma.
- 2004 - 9 de Dezembro - Fundação do Partido Democrático Europeu, em Bruxelas.
- 2012 - 15 de Fevereiro - Reconhecimento da Aliança dos Movimentos Nacionais Europeus pelo Parlamento Europeu.[1]

## Partidos políticos europeus actuais
Em janeiro de 2025, havia 12 partidos políticos europeus registados:
| Partido político europeu | Partido político europeu                                 | Partido político europeu | Partido político europeu | Partido político europeu                | Partido político europeu | Partido político europeu      | Partido político europeu                     | Política                    | Política                                                                                        | Política            | Membros em         | Membros em        | Membros em       |
| Nome                     | Nome                                                     | Abr.                     | Logo                     | Presidente                              | Fundado                  | Grupo parlamentar             | Fundação política europeia                   | Espectro                    | Ideologia                                                                                       | Integração europeia | Parlamento Europeu | Comissão Europeia | Conselho Europeu |
| ------------------------ | -------------------------------------------------------- | ------------------------ | ------------------------ | --------------------------------------- | ------------------------ | ----------------------------- | -------------------------------------------- | --------------------------- | ----------------------------------------------------------------------------------------------- | ------------------- | ------------------ | ----------------- | ---------------- |
|                          | Partido Popular Europeu                                  | PPE                      |                          | Manfred Weber (DE)                      | 1976                     | PPE                           | Wilfried Martens Centre for European Studies | Centro-direita              | Democracia cristã, Conservadorismo liberal, Conservadorismo                                     | Pró-Europeísmo      | 182 / 720          | 11 / 27           | 11 / 27          |
|                          | Partido Socialista Europeu                               | PSE                      |                          | Stefan Löfven (SE)                      | 1973                     | S&D                           | Foundation for European Progressive Studies  | Centro-esquerda             | Social-democracia                                                                               | Pró-Europeísmo      | 136 / 720          | 4 / 27            | 3 / 27           |
|                          | Patriotas.eu                                             | Patriotas                |                          | Santiago Abascal (ES)                   | 2014                     | PfE                           | Patriots for Europe Foundation               | Direita a Extrema-direita   | Nacionalismo, Populismo de direita, Anti-imigração                                              | Euroceticismo       | 72 / 720           | 0 / 27            | 1 / 27           |
|                          | Partido dos Reformistas e Conservadores Europeus         | CRE                      |                          | Mateusz Morawiecki (PL)                 | 2009                     | ECR                           | New Direction                                | Direita a Extrema-direita   | Conservadorismo, Liberalismo económico                                                          | Eurocepticismo      | 70 / 720           | 1 / 27            | 2 / 27           |
|                          | Partido da Aliança dos Liberais e Democratas pela Europa | ALDE                     |                          | Svenja Hahn (DE)                        | 1976                     | RE                            | European Liberal Forum                       | Centro a Centro-direita     | Liberalismo, Social liberalismo, Liberalismo económico                                          | Pró-Europeísmo      | 49 / 720           | 5 / 27            | 3 / 27           |
|                          | Partido Verde Europeu                                    | PVE                      |                          | Vula Tsetsi (GR) e Ciarán Cuffe (IE)    | 2004                     | Verdes/Aliança Livre Europeia | Green European Foundation                    | Centro-esquerda a Esquerda  | Ecologismo, Ambientalismo, Progressismo                                                         | Pró-Europeísmo      | 44 / 720           | 0 / 27            | 0 / 27           |
|                          | Europa das Nações Soberanas                              | ESN                      |                          | Stanislav Stotanov (BG)                 | 2024                     | ENS                           |                                              | Extrema-direita             | Ultranacionalismo, Soberanismo, Populismo de direita, Anti-imigração, Euroceticismo, Russofilia | Euroceticismo       | 25 / 720           | 0 / 27            | 0 / 27           |
|                          | Aliança da Esquerda Europeia pelo Povo e pelo Planeta    | ELA                      |                          | Malin Björk (SE), Catarina Martins (PT) | 2024                     | A Esquerda                    |                                              | Esquerda                    | Socialismo Democrático Política verde Feminismo                                                 | Pró-Europeísmo      | 18 / 720           | 0 / 27            | 0 / 27           |
|                          | Partido da Esquerda Europeia                             | PEE                      |                          | Walter Baier (AT)                       | 2004                     | A Esquerda                    | Transform Europe                             | Esquerda a Extrema-esquerda | Socialismo, Socialismo democrático, Eurocomunismo                                               | Eurocepticismo      | 16 / 720           | 0 / 27            | 0 / 27           |
|                          | Partido Democrático Europeu                              | PDE                      |                          | François Bayrou (FR)                    | 2004                     | RE                            | Institute of European Democrats              | Centro                      | Democracia cristã, Liberalismo social                                                           | Pró-Europeísmo      | 10 / 720           | 0 / 27            | 0 / 27           |
|                          | Aliança Livre Europeia                                   | ALE                      |                          | Lorena Lopez de Lacalle (ES)            | 1981                     | Verdes/Aliança Livre Europeia | Coppieters Foundation                        | Pega-tudo                   | Regionalismo, Separatismo, Nacionalismo cívico                                                  | Pró-Europeísmo      | 8 / 720            | 0 / 27            | 1 / 27           |
|                          | Partido Político Cristão Europeu                         | PPCE                     |                          | Valeriu Ghilețchi (MD, RO)              | 2002                     | ECR                           | Sallux                                       | Direita                     | Democracia cristã, Direita cristã, Conservadorismo social                                       | Euroceticismo       | 4 / 720            | 0 / 27            | 0 / 27           |

## Antigos partidos políticos europeus
As entidades abaixo foram anteriormente registadas na APPF.
| Partido político europeu | Partido político europeu                | Partido político europeu | Cronologia | Cronologia          | Política        | Política                               | Política            | Política          |
| Nome                     | Nome                                    | Abr.                     | Fundado    | Removido do registo | Espectro        | Ideologia                              | Integração europeia | Grupo parlamentar |
| ------------------------ | --------------------------------------- | ------------------------ | ---------- | ------------------- | --------------- | -------------------------------------- | ------------------- | ----------------- |
|                          | Alliance of European National Movements | AENM                     | 2009       | 2018                | Extrema-direita | Ultranacionalismo Populismo de direita | Euroceticismo forte | NI                |
|                          | Alliance for Peace and Freedom          | APF                      | 2015       | 2018                | Extrema-direita | Ultranacionalismo, Neofascismo         | Euroceticismo forte | NI                |

As entidades abaixo qualificaram-se em algum momento para financiamento público europeu; no entanto, nunca foram registadas na APPF.
| Partido político europeu | Partido político europeu                         | Partido político europeu | Cronologia | Cronologia | Cronologia                                                      | Política                                                             | Política            | Política                                                                   |
| Nome                     | Nome                                             | Abr.                     | Fundado    | Dissolvido | Recebeu financiamento público europeu                           | Ideologia                                                            | Integração europeia | Grupo parlamentar                                                          |
| ------------------------ | ------------------------------------------------ | ------------------------ | ---------- | ---------- | --------------------------------------------------------------- | -------------------------------------------------------------------- | ------------------- | -------------------------------------------------------------------------- |
|                          | Alliance for Direct Democracy in Europe          | ADDE                     | 2014       | 2017       | 2015, qualificou-se em 2016-17, mas não recebeu financiamento   | Democracia direta Conservadorismo nacional Populismo de direita      | Euroceticismo       | Europa da Liberdade e da Democracia Direta                                 |
|                          | Alliance of Independent Democrats in Europe      | ADIE                     | 2005       | 2008       | 2006–2008                                                       | Populismo de direita Conservadorismo nacional                        | Euroceticismo forte | Independence and Democracy                                                 |
|                          | Alliance for Europe of the Nations               | AEN                      | 2002       | 2009       | 2004–2009                                                       | Conservadorismo Conservadorismo nacional                             | Euroceticismo forte | União para a Europa das Nações                                             |
|                          | Coalition for Life and Family                    | CVF                      | 2016       |            | Qualificou-se em 2017, mas não recebeu financiamento            | Conservadorismo social Catolicismo político Nacionalismo Reacionário |                     |                                                                            |
|                          | European Alliance for Freedom                    | EAF                      | 2010       | 2016       | 2011–2016                                                       | Soberanismo Populismo de direita Nacionalismo                        | Euroceticismo       | Europe of Nations and Freedom                                              |
|                          | Europeans United for Democracy                   | EUD                      | 2005       | 2017       | 2006–2016, qualificou-se em 2017, mas não recebeu financiamento | Euroceticismo suave                                                  | Euroceticismo       | Independence and Democracy Reformistas e Conservadores Europeus A Esquerda |
|                          | Libertas                                         |                          | 2008       | 2010       | Qualificou-se em 2009, mas não recebeu financiamento            | Pro-Europeísmo Oposição ao Tratado de Lisboa                         | Euroceticismo       | Europe of Freedom and Democracy                                            |
|                          | Movement for a Europe of Liberties and Democracy | MELD                     | 2011       | 2015       | 2012–2015                                                       | Conservadorismo nacional Populismo de direita                        | Euroceticismo       | Europe of Freedom and Democracy                                            |

## Nas Instituições Europeias
A representação conjunta dos partidos políticos europeus nas instituições europeias é a seguinte:
| Organização    | Instituição                            | Número de lugares |
| -------------- | -------------------------------------- | ----------------- |
| União Europeia | Parlamento Europeu                     | 634 / 720         |
| União Europeia | Comissão Europeia                      | 21 / 27           |
| União Europeia | Conselho Europeu (Chefes de Governo)   | 21 / 27           |
| União Europeia | Conselho da União Europeia (Ministros) |                   |
| União Europeia | Comité das Regiões                     | 312 / 329         |

## Financiamento

### Financiamento público europeu
Seguem-se os montantes de financiamento público efetivamente recebidos pelos partidos políticos europeus entre 2004 e 2021.
Montante (€)Financiamento público europeu dos partidos políticos europeus03.000.0006.000.0009.000.00012.000.00015.000.00018.000.00020042008201220162020ADDEADIEAEMNAENAFEALDEAPFCVFEAFPPCECREPDEALEPVEPEEELAPPEESNEUDLibertasMELDPatriotasPSE
Segue-se a comparação entre os direitos e os montantes efetivamente recebidos pelos partidos políticos europeus entre 2004 e 2021.
Montante (€)Financiamento público europeu dos partidos políticos europeus010.000.00020.000.00030.000.00040.000.00050.000.000200020052010201520202025Montantes máximos de financiamento público atribuídos aos partidos europeusMontantes de financiamento público efetivamente recebidos pelos partidos europeus

### Donativos e contribuições
Apresentam-se de seguida os montantes das contribuições angariadas pelos partidos políticos europeus junto dos seus membros entre 2004 e 2021.
Montante (€)Contribuições angariadas pelos partidos políticos europeus0300.000600.000900.0001.200.0001.500.0001.800.00020042008201220162020ALDEPPCECREPDEALEPVEPEEPPEPatriotasPSE
Apresentam-se de seguida os montantes dos donativos angariados pelos partidos políticos europeus junto de não-membros entre 2004 e 2021.
Montante (€)Donativos angariados pelos partidos políticos europeus050.000100.000150.000200.000250.000300.000350.00020042008201220162020ALDEPPCECREPDEALEPVEPEEPPEPatriotasPSE
Seguem-se os tipos de doadores que fizeram donativos a partidos políticos europeus entre 2004 e 2021.
Montante (€)Tipos de doadores dos partidos políticos europeus0100.000200.000300.000400.000500.000600.00020042008201220162020Empresa privadaParticularOrganização de interessesPolíticoFundação/organização políticaGrupo de reflexão / instituto de investigaçãoPartido político